# Balkáni egyezmény (1934)
A balkáni egyezmény vagy Balkán-paktum kölcsönös biztonsági és konzultációs megállapodás, amelyet 1934. február 9-én Athénban kötött meg Görögország, Törökország, Románia és Jugoszlávia azzal a céllal, hogy az első világháború utáni Balkán-félszigeti status quo felett közösen őrködjenek. A felek arra kötelezték magukat, hogy államhatáraikat kölcsönösen tiszteletben tartják, területi követeléseket egymással és szomszédaikkal szemben nem támasztanak, és a felek egyikét érő támadás esetén katonai segítséget nyújtanak. Ez alól kivételt az jelentett, ha Törökországot Ázsia felől érte volna támadás. Az egyezmény további fontos pontja volt, hogy külpolitikai prioritásaikat egyeztetik, és előzetes konzultáció nélkül nem lépnek más balkáni országokkal is egyezségre. Ezzel egyszersmind lezárták a megelőző másfél évtized etnikai feszültségekhez vezető geopolitikai csatározásait. Ugyanakkor a szövetség a nagyhatalmakkal szembeni fellépésre súlytalannak bizonyult, a jugoszláv–olasz vagy román–szovjet konfliktusokba való beavatkozástól a kis balkáni országok ódzkodtak. Történészi értékelés szerint ez arra utal, hogy a balkáni nemzetállamok az athéni egyezménnyel voltaképpen a területszervezési terveket dédelgető, szomszédaitól külpolitikailag elszigetelődött Bulgária ellen kívántak egységfrontot alakítani, amelyet Balkán-antantnak is neveztek.
Az egyezmény előkészítése 1930 októberében indult meg az első, majd évenként megtartott Balkán-konferenciákkal, amit kétoldalú egyezmények megkötése követett az egyes országok között. Az egyezmény előkészítésében, az országok közötti közvetítésben oroszlánrészt vállalt a francia diplomácia, a paktum megkötésének sikere így megerősítette Franciaország délkelet-európai pozícióit. Eredetileg Albánia és Bulgária is részt vett ezeken a konferenciákon, a szövetséghez később mégsem csatlakoztak. Bulgária nem kívánt lemondani területi követeléseiről, Albánia pedig attól tartott, hogy az egyezményhez való csatlakozást az albán–olasz kapcsolatok megsínylenék. 1938-ban a Balkán-antant felbomlott.